# Guarda móvel
A Guarda Móvel (em árabe: طليعة متحركة; romaniz.: Tali'a mutaharikk) foi uma unidade de cavalaria ligeira de elite do  exército Ortodoxo durante a conquista muçulmana da Síria, comandada por Calide ibne Ualide. Constituía uma força de reserva para ser usada em batalha quando era necessária e é considerada por muitos a melhor unidade militar do Ortodoxo.

## História
Depois da vitória decisiva na batalha de Ajenadaim em julho de 634, Calide organizou no seu exército que então contava com cerca de 8 000 homens, uma força de 4 000 cavaleiros, a que os historiadores mais antigos chamaram o "Exército dos Amoladores", mas que é mais usualmente chamada "guarda móvel". Esta força permaneceu sob o comando pessoal de Calide.
O primeiro registo da atuação da guarda móvel é no cerco de Damasco de 634, mas onde mais se destacou foi na batalha de Jarmuque, travada em agosto de 636, onde teve um papel decisivo na vitória retumbante sobre os bizantinos, virando o curso da batalha em várias ocasiões críticas. Com a sua habilidade de rapidamente entrar e sair de combate e mudar de direção e atacar pelo flanco ou pela retaguarda, a guarda móvel infligiu uma pesada derrota ao exército bizantino. A poderosa força de ataque móvel foi frequentemente usada nos anos seguintes como uma guarda avançada. Podia desbaratar os exércitos inimigos com a sua maior mobilidade, que lhe dava uma vantagem contra qualquer exército bizantino. Uma das vitórias da guarda móvel foi a batalha de Hazir, em 637, na qual, segundo as fontes muçulmanas, não sobreviveu qualquer soldado bizantino. Outra batalha vitoriosa importante nesse mesmo ano foi a Batalha da Ponte de Ferro, que se seguiu à rendição de Antioquia. A guarda móvel foi fundamental para a facilidade com que os muçulmanos conquistaram a Síria, à custa de poucas baixas.
Calide ibne Ualide tinha organizado um pessoal de comando militar — o início simples do que posteriormente se chamaria estado-maior na história militar —  recrutando em todas as regiões onde combateu (Arábia, Iraque, Síria e Palestina) um pequeno grupo de homens perspicazes e inteligentes que atuavam como os seus oficiais de estado-maior, que funcionavam sobretudo como oficiais de informações. Eles recolhiam informações, organizavam o envio e interrogatório de agentes, e mantinham Calide ao corrente da situação militar corrente. Mais do que um estado-maior de um exército, era este corpo de oficiais era um séquito pessoal de Calide, que o acompanhava para onde quer que ele fosse, e fazia parte da guarda móvel. Esta continuou sob o comando pessoal de Calide ibne Ualide durante cerca de quatro anos, de 634 a 638, até que Calide foi demitido do exército pelo califa Omar, após o final da conquista do Levante.
A unidade foi desmantelada depois da demissão do seu comandante. Um dos seus subcomandantes, Caca ibne Anre tinha sido enviado para a frente persa em 637, juntamente com reforços para a batalha de Cadésia, na qual teve um papel importante. Uma parte da guarda móvel foi depois enviada como reforço da conquista islâmica da Pérsia. Muitos dos membros da unidade morreram de peste durante a epidemia de 639-640, que matou aproximadamente 25 000 muçulmanos na Síria, incluindo muitos subcomandantes, como Zirrar ibne Azuar. Os sobreviventes acompanharam o exército comandado por Anre ibne Alas que conquistou o Egito.